# Observatório de Gota
Observatório de Seeberg
O Observatório de Gota (Observatório Seeberg, Sternwarte Gotha ou Seeberg-Sternwarte) era um observatório astronômico alemão localizado na colina Seeberg perto de Gota, Turíngia, Alemanha. Inicialmente o observatório era dedicado à astrometria, observação geodésica e meteorológica e acompanhamento do tempo.
O asteróide 1346 Gotha foi nomeado após a cidade de Gota em reconhecimento ao observatório.

## História
O planejamento do observatório começou em 1787 pelo astrônomo da corte, Barão Franz Xaver von Zach, com o financiamento de Ernesto II, Duque de Saxe-Gota-Altemburgo. Foi baseado no Observatório Radcliffe em Oxford, Inglaterra. O edifício foi dividido em cinco partes, sendo a secção central uma cúpula giratória. Havia duas alas para fornecer alojamento para o pessoal.
Durante o mandato de Peter Andreas Hansen, o observatório foi desmontado e transferido para um local menos exposto em Gota. O observatório foi fechado em 1934.

## Instrumentos

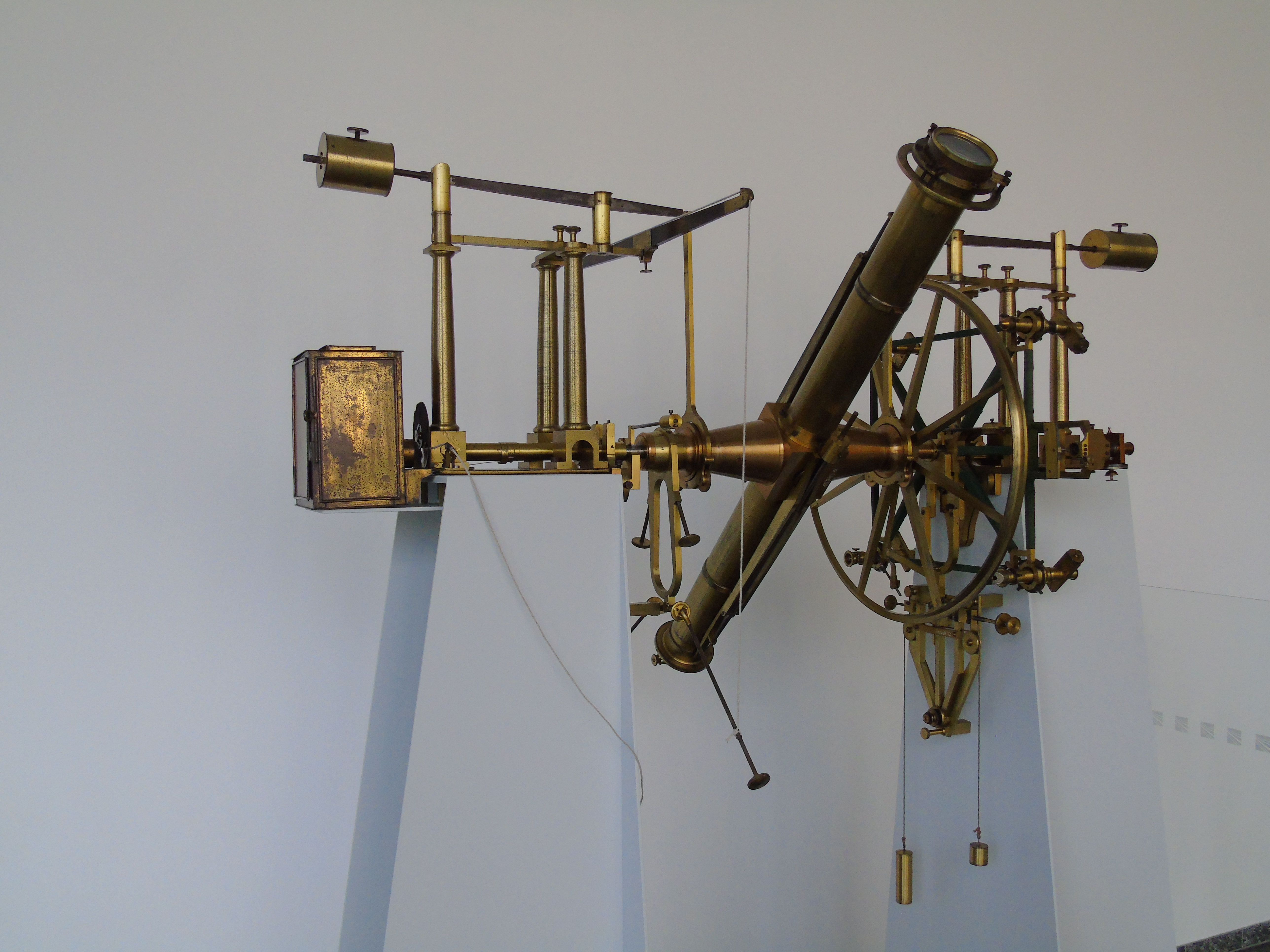
Círculo Meridiano, no Observatório Gota até 1936

Por volta de 1800, o observatório tornou-se um centro internacional de astronomia, sendo o mais moderno instituto astronômico principalmente por seus instrumentos. Os instrumentos vieram de Londres, Inglaterra, local padrão para adquiri-los no século XVIII. Isso incluía um quadrante de 18 polegadas, um instrumento de trânsito de dois pés, três sextantes Hadley, um heliômetro acromático, um refrator acromático de dois pés, um refletor gregoriano e muitos relógios.[carece de fontes?]
No início do século XIX, a instrumentação aprimorada foi adquirida de Munique, o local padrão para adquiri-los no século XIX: consistindo em um teodolito (Reichenbach, Utzschneider & Liebherr), um heliômetro diferente (Fraunhofer), nova montagem, e círculo meridiano de três pés (Ertel, Utzschneider & Fraunhofer). Nenhuma espectroscopia ou fotografia foi realizada no observatório e o único equipamento astrofísico do observatório era um fotômetro Zöllner.

## Diretores
Os diretores do observatório eram os seguintes:
- Franz Xaver von Zach, 1787 – 1802
- Bernhard von Lindenau, 1802 - ?
- Johann Franz Encke, 1822 – 1825[8]
- Peter Andreas Hansen 1825 - 1876
- Karl Nikolaus Adalbert Krueger 1876 por quatro anos[9]
- Hugo von Seeliger, 1881[10]